# Luchthaven Selaparang
Luchthaven Selaparang (Indonesisch: Bandar Udara Internasional) is een voormalige luchthaven op het Indonesische eiland Lombok. Het is gelegen in Ampenan, nabij de hoofdstad Mataram. De luchthaven is gesloten op 31 oktober 2011 en is vervangen door de nieuwe luchthaven: Lombok International Airport.